# Stadion Achter de Kazerne
El Estadio Achter de Kazerne por razones de patrocinio AFAS Stadion, es un estadio de fútbol ubicado en la ciudad de Malinas, en Bélgica, debe su nombre Achter de Kazerne (Detrás de los cuarteles) a que fue construido detrás de una base militar. Es utilizado principalmente para el fútbol y en el disputa sus juegos el club KV Mechelen, tradicional club de la Liga Belga. Fue inaugurado en 1911 y tiene una capacidad para 13 000 espectadores.
En 2003 fue el primer estadio en Bélgica en comercializar su nombre pasando a llamarse Scarletstadion (2003-2006) debido al patrocinio de Scarlet. De 2006 a 2009 fue Veolia la patrocinante, seguido de la petrolera Argos Oil hasta mayo de 2015 nombrándose el recinto Argosstadion Achter de Kazerne. En mayo de 2015 la firma AFAS Software compra los derechos de nombre y patrocinio hasta el año 2020.
Actualmente el estadio está siendo renovado para alcanzar una capacidad aproximada a los 18 500 asientos.

Panorámica del estadio post renovación de 2018